# Katastralgemeinde Linder
Die Katastralgemeinde Linder ist eine der sieben Katastralgemeinden der Gemeinde Weitensfeld im Gurktal im Bezirk St. Veit an der Glan in Kärnten. Sie hat eine Fläche von 1425,55 ha. Am 1. Jänner 2024 lebten 141 Personen in der Katastralgemeinde.
Die Katastralgemeinde gehört zum Sprengel des Vermessungsamtes Klagenfurt.

## Lage
Im Westen der Gemeinde Weitensfeld, bei Kleinglödnitz, gehört zur Katastralgemeinde Linder nur der schmale Bereich des Talboden des Gurktals, der südlich der Gurktalstraße liegt. Von Kaindorf bis zur Ostgrenze der Gemeinde gehört mit Ausnahme des Gemeindehauptorts Weitensfeld der gesamte Bereich von der Gurktalstraße im Norden bis hinauf auf den Zammelsberger Rücken zur Katastralgemeinde Linder.

## Ortschaften
Auf dem Gebiet der Katastralgemeinde Linder liegt die Ortschaft Massanig sowie Teile der Ortschaften Aich, Hafendorf, Hardernitzen, Kaindorf, und Kleinglödnitz.
Am 1. April 2020 umfasste die Katastralgemeinde 62 Adressen.

## Vermessungsamt-Sprengel
Die Katastralgemeinde gehört seit 1. Jänner 1998 zum Sprengel des Vermessungsamtes Klagenfurt. Davor war sie Teil des Sprengels des Vermessungsamtes St. Veit an der Glan.

## Geschichte
Ende des 18. Jahrhunderts wurden die Kärntner Steuergemeinden (später: Katastralgemeinden) gebildet und Steuerbezirken zugeordnet. Die Steuergemeinde Linder wurde Teil des Steuerbezirks Albeck. Benannt ist sie nach der Linderhube (Aich Nr. 7).
Im Zuge der Reformen nach der Revolution 1848/49 wurden in Kärnten die Steuerbezirke aufgelöst und Ortsgemeinden (auch politische Gemeinden genannt) gebildet, die jeweils das Gebiet einer oder mehrerer Steuergemeinden umfassten. Die Katastralgemeinde Linder kam an die Ortsgemeinde Weitensfeld.
Die Größe der Katastralgemeinde Linder wurde im Jahr 1854 mit 2474 Österreichischen Joch und 248 Klaftern (ca. 1424 ha) angegeben; damals lebten 293 Personen auf dem Gebiet der Katastralgemeinde.
Östlich von Zweinitz wurde die Grenze zwischen den Katastralgemeinden Lind und Katastralgemeinde Zweinitz dem Verlauf der nach der Stilllegung der Gurktalbahn 1972 ausgebauten Gurktalstraße angepasst, wodurch die Katastralgemeinde Lind um etwa 2 ha größer wurde.
Bei der Kärntner Gemeindestrukturreform von 1973 kam die Katastralgemeinde Linder an die damals neu errichtete Gemeinde Weitensfeld-Flattnitz, bei deren Auflösung 1991 wieder zur Gemeinde Weitensfeld im Gurktal.
Die Katastralgemeinde Linder gehörte ab 1850 zum politischen Bezirk Sankt Veit an der Glan und zum Gerichtsbezirk Gurk. 1854 bis 1868 gehörte sie zum Gemischten Bezirk Gurk. Seit der Reform 1868 ist sie wieder Teil des politischen Bezirks Sankt Veit an der Glan, zunächst als Teil des Gerichtsbezirks Gurk, seit 1978 als Teil des Gerichtsbezirks St. Veit an der Glan.